# Selle Français
Selle Français (SF) je na izmed najpomembnejših konjskih pasem v Franciji. Ti konji so znani po svojih uspehih v preskakovanju ovir in tudi v dresuri. So zelo močni in vzdržljivi konji z dobro kostno strukturo. Imajo zelo dobre hode, so izjemno hitri in zmožni visoke treniranosti. Ti konji se lahko uporabljajo v različne namene. Najbolj znani konji tekmujejo v preskakovanju ovir, ostali pa tudi v dresuri in na galopskih dirkah. Uporabni pa so lahko tudi za rekreacijo.
Konji pasme Selle Français so običajno veliki med 162 in 165 cm; lahko so katerekoli barve, čeprav prevladujejo rjavci kostanjeve in temno rjave barve. 

## Nastanek pasme
Pasma je nastala leta 1958 s križanjem domačih pasem s kasači, arabci in anglo-arabci. Pasma, ki je najbolj vplivala na razvoj Selle Français, je anglo-normanska (nastala je s križanjem konj arabske, angleške čistokrvne in Norfolk Trotter pasme), ki se je razvila v Normandiji v 19. stoletju. Okoli 90 odstotkov konj Selle Français lahko povežemo s to pasmo, kar pomeni, da je zelo vplivala na razvoj pasme. Ostale regionalne pasme, ki so vplivale na razvoj pasme Selle Français, pa so bile Charolais, Corlay, Vendee, Anjou, Ain in ardenec. Danes še vedno križajo Selle Français z drugimi pasmami, da bi bili na voljo za različne aktivnosti. Toda zgodovina pasme Selle Français sega veliko stoletij nazaj in vseh križanj ni mogoče izslediti ter zabeležiti. 

## Ocenjevanje pasme
Ta pasma ni podobna ostalim pasmam, kjer sta rodovnik in tip pasme najbolj pomembna. Za razumevanje uspeha je potrebno razumeti tudi ocenjevanje konj te pasme. Na oceno kobil in žrebcev zelo vplivajo uspehi na tekmovanjih, razstavah in tudi uspehi njihovih potomcev. Ocenjevanje je razdeljeno na 3 različne dele, kjer najmanj 2 sodnika ocenjujeta konja. Veliko dobrih konj pri ocenjevanju pride do komaj 60 odstotkov, tisti, ki dosežejo več kot 80%, pa so odlični. 

## Znani konji
- Almé Z: rojen v 1966, konj je tekmoval v preskakovanju ovir in je veliko pripomogel k razvoju pasme, njegovi potomci so: Galoubet A, Jalisco B, I Love You, Herban, Jolly Good in drugi.
- Galoubet A : rojen v 1972, bil je francoski 5-kratni francoski državni prvak, njegova potomca sta svetovno znana Baloubet du Rouet in Quick Star
- Baloubet du Rouet: rojen v 1989, zmagal je na svetovnem prvenstvu v preskakovanju ovir 3 leta zapored (1997-2000)